# Balthasar Gérard
Balthasar Gérard (en neerlandès: Gerards o Gerardts) (Vuillafans, 1557 - Delft, 24 de juliol de 1584) va ser l'assassí del líder independentista de les Províncies Unides dels Països Baixos, Guillem I d'Orange-Nassau, també conegut com a Guillem el Taciturn.
Gérard va néixer a Vuillafans (Franc Comtat), actualment part de França -en aquells temps de la Monarquia Hispànica-, al número 3 de l'actual carrer Gérard. Va ser un dels onze germans d'una família catòlica i admirava profundament a Felip II d'Espanya, sobirà dels Països Baixos i comte de Borgonya. Va estudiar lleis a la Universitat de Dole. Abans que Felip II oferís una recompensa pel cap de Guillem d'Orange, Gerárd els havia dit als seus companys d'estudis que apunyalaria al Taciturn. Felip II va oferir una recompensa de 25 000 corones a qui matés Guillem d'Orange, al qual nomenava: «pesta del conjunt de la cristiandat i un enemic de la raça humana».

## Preparatius
Gérard, després de l'anunci de la recompensa, se'n va anar a Luxemburg on va saber que Juan de Jáuregui estava planejant l'assassinat. Al març de 1584 va deixar Luxemburg i va viatjar a Trèveris. Allà va forjar el seu pla abans que un jesuïta el convencés de canviar el seu pla original per recórrer al príncep de Parma. A Tournai es va reunir amb un famós franciscà, el Pare Gery. Allà va escriure una carta amb còpia lliurada per a la seva custòdia al guardià del convent franciscà. Ell pròpiament li va lliurar l'original al Príncep de Parma, al qual va dir: «El vassall hauria de preferir sempre la justícia i el desig del rei a la seva pròpia vida».
Li va explicar el seu pla però no va especificar la naturalesa exacta del seu estratagema. Al començament el príncep el va creure poc adequat, però després de consultar a Haultpenne va ser assignat a Christoffel d' Assonleville, qui li va demanar que posés en escrit el seu pla, el que va fer l'11 d'abril de 1584. Li va demanar l'absolució del Príncep de Parma «doncs estaria en companyia per algun temps amb heretges i ateus, i havia d'acomodar-se en una certa forma als seus costums».
Per a les seves primeres despeses va demanar cinquanta corones, petició que va ser rebutjada «em proveiré de la meva pròpia borsa», li va dir a Assonleville, «i d'aquí a sis setmanes sentiràs de mi»-- «vés-hi, fill meu», va dir Assonleville, «i si tens èxit a la teva empresa, el rei et complirà totes les seves promeses i obtindràs un nom immortal».
A la primera oportunitat que se'l va presentar per al crim no s'havia preparat el suficient i no tenia pla de fugida. En aquella època Guillem dormia desarmat i només al llit. Va esperar una altra oportunitat. El 8 de juliol va rondar al pati examinant la situació. Un alabarder li va preguntar per què esperava allà. Ell es va excusar dient que amb les seves robes gastades i sense sabates noves no podia unir-se a la congregació en l'església propera. L'alabarder no va sospitar el propòsit real de Balthasar i apiadant-se de la seva pobresa li va aconseguir 50 corones. L'endemà al matí Gérard li va comprar a un soldat un parell de pistoles, amb el qual va regatejar llarga estona perquè el soldat no podia proporcionar-li la munició que ell demanava.

## L'assassinat
Quan Guillem d'Orange pujava les escales cap al segon pis li va parlar el capità gal·lès, Roger Williams, qui es va agenollar davant seu. Guillem va posar la seva mà al cap del vell capità, moment en el qual Balthasar Gérard va saltar des d'un racó fosc. Gérard va treure la seva arma i va disparar tres vegades. Guillem va caure. Es creu que les seves darreres paraules van ser «Mon Dieu, ayez pitié de moi et de mon pauvre peuple» (Déu meu, tingues pietat de la meva ànima i d'aquest pobre poble).
Gérard va escapar per la porta lateral i va córrer per un estret viarany perseguit de Roger Williams. Gairebé havia assolit un terraplè des d'on pretenia saltar al fossat. A l'altre costat l'esperava un cavall ensellat. Portava una bufeta de porc lligada a la cintura perquè l'ajudés a flotar. Tanmateix va ensopegar amb un munt d'escombraries. Un servent i un alabarder del príncep que havien corregut darrere seu el van atrapar.
Es diu que quan els seus capturadors el van nomenar traïdor va respondre «No sóc un traïdor, sóc un servent lleial del meu senyor». «Quin senyor?» - Li van preguntar. «Del meu amo i senyor, el rei d'Espanya». En aquest moment van arribar més patges i alabarders del rei, que el van arrossegar endins de la casa a cops de puny i amb l'empunyadora de les espases. Com va entendre del que deien que el príncep seguia viu va cridar «Maleïda sigui la mà que va fallar!».

## Sentència
Ja a la casa va ser examinat immediatament pels magistrats de la ciutat. A l'interrogatori no va mostrar desesperació ni cap penediment, sinó una joia tranquil·la. Va dir que «Com David, havia assassinat el Goliat de Gath».
A la primera nit de la seva captivitat Balthasar Gérard va ser penjat d'un pal i fuetat. Després d'això les seves ferides es van untar en mel i es va portar una cabra perquè llepés la mel amb la seva afilada llengua. Tanmateix la cabra es va negar a llepar al sentenciat. Després d'aquesta i d'altres tortures se'l va deixar passar la nit amb les mans i els peus lligats perquè no pogués dormir. Durant els tres dies següents se'l va esbroncar i va penjar d'un pal amb les mans lligades a la seva esquena.
Durante mitja hora se li va penjar un pes de 136 quilos (300 lliures) dels dits grossos dels peus. Després d'aquesta mitja hora se li van calçar dues sabates oliades de pell de gos dos dits més curts que els seus peus. En aquest estat se'l va portar davant d'un foc. Quan les sabates es van escalfar es van contreure aixafant els seus peus. Quan li van retirar les sabates, la seva pell socarrada s'havia desprès de la carn. Després de fer malbé els seus peus se li van marcar les axil·les. Després d'això se li va vestir amb una faldilla xopa d'alcohol, es va abocar grassa cremant sobre seu i es van introduir claus llargs sota les seves ungles. Es diu que Gérard va romandre calmat durant la tortura. Aleshores els magistrats van sentenciar que se l'havia de cremar la mà dreta amb un ferro incandescent, després separar la carn dels seus ossos amb pinces, estripar-li i esquarterar-li viu, el seu cor havia de treure's del seu pit i ser llançat contra la seva cara i, finalment, se'l decapitaria.